# Tor putitora
Tor putitora е вид лъчеперка от семейство Шаранови (Cyprinidae). Видът е застрашен от изчезване.

## Разпространение
Разпространен е в Афганистан, Бангладеш, Бутан, Индия (Асам, Бихар, Дарджилинг, Джаму и Кашмир, Западна Бенгалия, Манипур, Мегхалая, Мизорам, Нагаланд, Сиким, Утар Прадеш, Утаракханд и Химачал Прадеш), Иран, Непал, Пакистан, Тайланд и Шри Ланка.